# Erik Richter
Erik Richter (California, 19 febbraio 1966) è uno sceneggiatore e produttore televisivo statunitense.
È noto soprattutto per essere il co-creatore, insieme a Michael Ouweleen, delle serie animate Harvey Birdman, Attorney at Law e Birdgirl di Adult Swim e dei cortometraggi Marvel Mash-Ups di Disney XD.

## Filmografia

### Sceneggiatore
- Space Ghost Coast to Coast – serie animata, 2 episodi (1997)
- Harvey Birdman, Attorney at Law – serie animata, 39 episodi (2000-2007)
- Harvey Birdman: Attorney at Law – videogioco (2008)
- Ugly Americans – serie animata, 5 episodi (2010-2012)
- American Dad! – serie animata, 3 episodi (2013-2015)
- Harvey Birdman: Attorney General – speciale televisivo (2018)
- Birdgirl – serie animata, 2 episodi (2021)

### Produttore esecutivo
- Harvey Birdman, Attorney at Law – serie animata, 39 episodi (2000-2007)
- Ugly Americans – serie animata, 9 episodi (2011-2012)
- American Dad! – serie animata, 15 episodi (2014-2015)
- Harvey Birdman: Attorney General – speciale televisivo (2018)
- Birdgirl – serie animata, 10 episodi (2021-2022)

### Doppiatore
- Harvey Birdman, Attorney at Law – serie animata, 11 episodi (2002-2006)